# Supercopa andorrana de futbol
La Supercopa andorrana de futbol és una competició futbolística del Principat d'Andorra, creada la temporada 2002-03. De caràcter anual, està organitzada per la Federació Andorrana de Futbol. Hi participen els campions de Lliga andorrana i de la Copa Constitució de la temporada anterior, que disputen una final a partit únic,al Estadi Comunal d'Aixovall de Sant Julià de Lòria. Sol celebrar-se al principi de la temporada, normalment al mes d'agost o setembre, i marca l'inici de les competicions de futbol a Andorra.
El dominador de la competició és el Futbol Club Santa Coloma amb set títols.

## Historial
|            | Campió de la Lliga            |
|            | Campió de la Copa Constitució |
| En negreta | Equip guanyador               |
| (1)        | Nombre de títols              |
| (pro.)     | Pròrroga                      |
| (p.)       | Penals                        |

| Edició | Any     | Data       | Campió                    | Resultat      | Finalista       | Seu                                            | refs  |
| ------ | ------- | ---------- | ------------------------- | ------------- | --------------- | ---------------------------------------------- | ----- |
| I      | 2003-04 |            | FC Santa Coloma (1)       | 3-2 (pro.)    | UE Sant Julià   | Estadi Comunal d'Aixovall, Sant Julià de Lòria |       |
| II     | 2004-05 |            | UE Sant Julià (1)         | 2-1           | FC Santa Coloma | Estadi Comunal d'Aixovall, Sant Julià de Lòria |       |
| III    | 2005-06 |            | FC Santa Coloma (2)       | 1-0           | UE Sant Julià   | Estadi Comunal d'Aixovall, Sant Julià de Lòria |       |
| IV     | 2006-07 |            | FC Rànger's (1)           | 4-3 (pro.)    | FC Santa Coloma | Estadi Comunal d'Aixovall, Sant Julià de Lòria |       |
| V      | 2007-08 |            | FC Santa Coloma (3)       | 1-0           | FC Rànger's     | Estadi Comunal d'Aixovall, Sant Julià de Lòria |       |
| VI     | 2008-09 |            | FC Santa Coloma (4)       | 3-0           | UE Sant Julià   | Estadi Comunal d'Aixovall, Sant Julià de Lòria |       |
| VII    | 2009-10 |            | UE Sant Julià (2)         | 2-1           | FC Santa Coloma | Estadi Comunal d'Aixovall, Sant Julià de Lòria |       |
| VIII   | 2010-11 |            | UE Sant Julià (3)         | 3-2 (pro.)    | FC Santa Coloma | Estadi Comunal d'Aixovall, Sant Julià de Lòria |       |
| IX     | 2011-12 |            | UE Sant Julià (4)         | 4-3           | FC Santa Coloma | Estadi Comunal d'Aixovall, Sant Julià de Lòria |       |
| X      | 2012-13 |            | FC Lusitans (1)           | 2-1           | FC Santa Coloma | Estadi Comunal d'Aixovall, Sant Julià de Lòria |       |
| XI     | 2013-14 |            | FC Lusitans (2)           | 2-1           | UE Santa Coloma | Estadi Comunal d'Aixovall, Sant Julià de Lòria |       |
| XII    | 2014-15 |            | UE Sant Julià (4)         | 1-0           | FC Santa Coloma | Estadi Comunal d'Aixovall, Sant Julià de Lòria |       |
| XIII   | 2015-16 | 21-09-2015 | FC Santa Coloma (5)       | 1-1 (5-4, p.) | UE Sant Julià   | Estadi Comunal d'Aixovall, Sant Julià de Lòria | [ 1 ] |
| XIV    | 2016-17 | 13-09-2016 | UE Santa Coloma (1)       | 1-0           | FC Santa Coloma | Estadi Comunal d'Aixovall, Sant Julià de Lòria | [ 2 ] |
| XV     | 2017-18 |            | FC Santa Coloma (6)       | 1-0 (pro.)    | UE Santa Coloma | Estadi Comunal d'Aixovall, Sant Julià de Lòria |       |
| XVI    | 2018-19 |            | UE Sant Julià (5)         | 2-1           | FC Santa Coloma | Estadi Comunal d'Aixovall, Sant Julià de Lòria | [ 3 ] |
| XVII   | 2019-20 |            | FC Santa Coloma (7)       | 2-1           | UE Engordany    | Estadi Comunal d'Aixovall, Sant Julià de Lòria |       |
| XVIII  | 2020-21 | 20-01-2021 | Inter Club d'Escaldes (1) | 2-0           | FC Santa Coloma | Estadi Nacional, Andorra la Vella              | [ 4 ] |